# Церква Святого Миколая (Засімавичі)
Церква Святого Миколая (біл. Царква́ сьвято́га Мікала́я) — православний храм у Зосимовичах Пружанського району, збудований у 1811 році. Пам’ятка архітектури класицизму.

## Історія
Церква була збудована у 1811 році на кошти місцевого поміщика Єльца з цегли та бутового каміння.
В 1889–1893 роках настоятелем церкви був Євстафій Калінський — редактор «Литовських єпархіальних відомостей» і настоятель Кафедрального собору в Каунасі.
Під час Першої світової війни церква була пошкоджена пожежею, а в 1916 році була відновлена.
В 1924 році церква стала приписним приходом пружанського Святоолександроневського собору. В 1925 році був проведений капітальний ремонт церкви та дзвіниці, поставлено огорожу.
Після приходу радянської влади а травні 1940 року, церква була розграбована, а в травні 1962 року зачинена та перероблена під приміщення для зберігання хімічного добрива.
Після розвалу СРСР директор районного Будинку культури Василь Курачинський, уродженець села Шубичі Засимовецького приходу, виступив з ініціативою відновлення церкви. Матеріали для перебудови церкви були придбані старовольським та шаневським колгоспами, хрести для куполів виготовили на Пружанському маслосирзаводі. Царські ворота створив пружанський художник Григорій Печніков. На пожертви прихожан було придбано внутрішнє начиння, частину якого передали з пружанського собору. 24 листопада 1994 храм був освячений, була проведена перша літургія.
До теперішнього часу стіни під дією аміачної селітри виділяють сирість та цвіль.

## Архітектура
Церква — пам'ятка архітектури класицизму.
Розмір церкви 17×8,4 м. Основний об'єм прямокутний у плані, невеликими виступами переходить у трьохграну апсиду. Дах двоскатний ґонтовий з накриттям над апсидою. Головний фасад з'єднаний трикутним фронтоном з вертикальною обшивкою.
Стіни згори оперезані профільованим карнізом. До апсиди з південного боку примикає ромбоподібна ризниця.
У заловій частині церкви прямокутні віконні рами, в апсиді — аркові.